# Chocolat (musikgrupp)
Chocolat (hangul: 쇼콜라) var en sydkoreansk tjejgrupp bildad 2011 av Paramount Music som var aktiv till 2013 och som officiellt upplöstes 2017.
Gruppen bestod av de fyra medlemmarna Min Soa, Juliane, Tia och Melanie.

## Karriär
Gruppen skapades av Paramount Music Entertainment i augusti 2011 som skivbolagets första idolgrupp. Debutsingeln "Syndrome" släpptes digitalt den 17 augusti. Man framförde låten live på M! Countdown den 18 augusti och på Music Bank den 19 augusti. Den 4 september framförde man den även på Inkigayo. Singeln nådde plats 68 på Gaon Chart. Efter en paus kom man tillbaka i december samma år då man den 15 gav ut sin debut-EP-skiva I Like It samt en ny singel med samma titel som skivan, "I Like It". Den nya singeln nådde plats 81 på singellistan, medan EP-skivan nådde plats 33 på albumlistan. I början av 2012 släpptes ytterligare en singel, "One More Day", som man gjorde sitt första framträdande med på Music Bank den 3 februari. Den tillhörande musikvideon till låten släpptes i sin helhet den 8 februari samma år. Musikvideon till "One More Day" hade fler än 1 miljon visningar på Youtube i mars 2013. Singeln nådde plats 83 på Gaon Chart. Gruppen tog en paus under resten av 2012 men bekräftade i november att man inte upplösts och i slutet av december att man planerade att göra en comeback år 2013.

## Medlemmar
| Artistnamn   | Artistnamn | Födelsenamn        | Födelsenamn      | Födelsedatum     | Medlemstid |
| Romanisering | Hangul     | Romanisering       | Hangul           | Födelsedatum     | Medlemstid |
| Senaste      | Senaste    | Senaste            | Senaste          | Senaste          | Senaste    |
| ------------ | ---------- | ------------------ | ---------------- | ---------------- | ---------- |
| Min Soa      | 민소아     | Choi Min-ji        | 최민지           | 10 juni 1989     | 2011-2014  |
| Juliane      | 쥴리앤     | Juliane Alfieri    | 줄리앤 알피에리  | 12 december 1993 | 2011-2014  |
| Tia          | 티아       | Tia Hwang Cuevas   | 티아 황 쿠에바스 | 15 mars 1997     | 2011-2017  |
| Melanie      | 멜라니     | Melanie Aurora Lee | 멜라니 오로라 리 | 5 maj 1997       | 2011-2013  |
| Tidigare     |            |                    |                  |                  |            |
| Jaeyoon      | 제윤       | Lee Yi-jeong       | 이의정           | 15 maj 1991      | 2011       |

## Diskografi

### Album
| Albuminformation                                | Topplacering          |
| Albuminformation                                | Sydkorea (Gaon Chart) |
| ----------------------------------------------- | --------------------- |
| I Like It (EP-skiva) - Släppt: 15 december 2011 | 22                    |

### Singlar
| År   | Titel              | Topplacering          |
| År   | Titel              | Sydkorea (Gaon Chart) |
| ---- | ------------------ | --------------------- |
| 2011 | "Syndrome"         | 68                    |
| 2011 | "I Like It"        | 81                    |
| 2012 | "One More Day"     | 83                    |
| 2013 | "Black Tinkerbell" | 81                    |